# Índice Bursátil de Capitalización
El Índice Bursátil Caracas, o IBC, es el índice principal y el más importante de la Bolsa de Valores de Caracas. Contiene a las 16 mayores compañías en términos de capital y liquidez del mercado de valores venezolano. Este índice es calculado desde el 28 de agosto de 1997. Aparte de este índice, en la Bolsa de Valores de Caracas se calculan diariamente el Índice Financiero y el Índice Industrial.

## Composición actual
| Símbolo                                                    | Código ISIN  | Empresa                                                         | Sector                                 |
| ---------------------------------------------------------- | ------------ | --------------------------------------------------------------- | -------------------------------------- |
| BVL Archivado el 20 de marzo de 2018 en Wayback Machine.   | VEV000571001 | Banco de Venezuela                                              | Banca universal                        |
| ABC.A Archivado el 20 de marzo de 2018 en Wayback Machine. | VEV0021410A5 | Bancaribe (A)                                                   | Banca universal                        |
| ABC.B Archivado el 20 de marzo de 2018 en Wayback Machine. | VEV0021410B3 | Bancaribe (B)                                                   | Banca universal                        |
| BNC Archivado el 20 de marzo de 2018 en Wayback Machine.   | VEV002361005 | Banco Nacional de Crédito                                       | Banca universal                        |
| BPV Archivado el 20 de marzo de 2018 en Wayback Machine.   | VEV001271007 | BBVA Banco Provincial                                           | Banca universal                        |
| BOU Archivado el 20 de marzo de 2018 en Wayback Machine.   | VEV001271007 | Banco Occidental de Descuento                                   | Banca comercial                        |
| BVC.O Archivado el 20 de marzo de 2018 en Wayback Machine. | VEV000371006 | Bolsa de Valores de Caracas (Sector especial)                   | Otros servicios financieros            |
| BVCC Archivado el 20 de marzo de 2018 en Wayback Machine.  | VEV000371006 | Bolsa de Valores de Caracas                                     | Otros servicios financieros            |
| FNC Archivado el 20 de marzo de 2018 en Wayback Machine.   | VEV000661000 | Fábrica Nacional de Cemento                                     | Industria manufacturera y construcción |
| FNV Archivado el 20 de marzo de 2018 en Wayback Machine.   | VEV000761008 | Fábrica Nacional de Vidrio                                      | Industria manufacturera y construcción |
| IVC Archivado el 20 de marzo de 2018 en Wayback Machine.   | VEV000511007 | Inmuebles y Valores Caracas                                     | Compañías de bienes inmuebles          |
| RST Archivado el 20 de marzo de 2018 en Wayback Machine.   | VEV000631003 | Ron Santa Teresa                                                | Agricultura y alimentos procesados     |
| TPG Archivado el 20 de marzo de 2018 en Wayback Machine.   | VEV001311001 | Telares de Palo Grande                                          | Industria manufacturera y construcción |
| TDV.D Archivado el 20 de marzo de 2018 en Wayback Machine. | VEV0008810D7 | CANTV (D)                                                       | Electricidad, gas, agua y servicios    |
| CPL.A Archivado el 20 de marzo de 2018 en Wayback Machine. | VEV0034010A8 | Cargoport Logistics (A)                                         | Transporte y comunicaciones            |
| CPL.B Archivado el 20 de marzo de 2018 en Wayback Machine. | VEV0034020B5 | Cargoport Logistics (B)                                         | Transporte y comunicaciones            |
| CPL.C Archivado el 20 de marzo de 2018 en Wayback Machine. | VEV0034020C3 | Cargoport Logistics (C)                                         | Transporte y comunicaciones            |
| CPL.D Archivado el 20 de marzo de 2018 en Wayback Machine. | VEV0034020D1 | Cargoport Logistics (D)                                         | Transporte y comunicaciones            |
| VCM.1 Archivado el 20 de marzo de 2018 en Wayback Machine. | VEV001361014 | Cemex de Venezuela, Tipo I                                      | Industria manufacturera y construcción |
| VCM.2 Archivado el 20 de marzo de 2018 en Wayback Machine. | VEV001361022 | Cemex de Venezuela, Tipo II                                     | Industria manufacturera y construcción |
| CCR Archivado el 20 de marzo de 2018 en Wayback Machine.   | VEV000201005 | Cerámicas Carabobo                                              | Industria manufacturera y construcción |
| CRM.A Archivado el 20 de marzo de 2018 en Wayback Machine. | VEV0000410A0 | Corimon                                                         | Industria manufacturera y construcción |
| CIE Archivado el 20 de marzo de 2018 en Wayback Machine.   | VEV0019510A6 | Corporación Industrial de Energía                               | Electricidad, gas, agua y servicios    |
| CGQ Archivado el 20 de marzo de 2018 en Wayback Machine.   | VEV000171000 | Corporación Grupo Químico                                       | Industria manufacturera y construcción |
| DOM Archivado el 20 de marzo de 2018 en Wayback Machine.   | VEV000441007 | Domínguez y Cía                                                 | Industria manufacturera y construcción |
| EVN Archivado el 20 de marzo de 2018 en Wayback Machine.   | VEV000561002 | Envases Venezolanos                                             | Industria manufacturera y construcción |
| FVI.A Archivado el 20 de marzo de 2018 en Wayback Machine. | VEV0018810A1 | Fondo de Valores Inmobiliarios Clase A                          | Compañías de bienes inmuebles          |
| FVI.B Archivado el 20 de marzo de 2018 en Wayback Machine. | VEV0018810B9 | Fondo de Valores Inmobiliarios Clase B                          | Compañías de bienes inmuebles          |
| GZL Archivado el 20 de marzo de 2018 en Wayback Machine.   | VEV000501008 | Grupo Zuliano                                                   | Otros establecimientos financieros     |
| IBV Archivado el 20 de marzo de 2018 en Wayback Machine.   | VEV000581000 | Inmuebles B. de V. 1985                                         | Compañías de bienes inmuebles          |
| INV Archivado el 20 de marzo de 2018 en Wayback Machine.   | VEV000941006 | Inversiones Diversas, C. A. (INVERDICA)                         | Otros establecimientos financieros     |
| ICP.B Archivado el 20 de marzo de 2018 en Wayback Machine. | VEV0034410B8 | Inversiones Crece PYMES (B)                                     | Otros establecimientos financieros     |
| SV.A Archivado el 20 de marzo de 2018 en Wayback Machine.  | VEV0008010A0 | Inversiones Selva (A)                                           | Industria manufacturera y construcción |
| SV.B Archivado el 20 de marzo de 2018 en Wayback Machine.  | VEV0008010B8 | Inversiones Selva (B)                                           | Industria manufacturera y construcción |
| MPA Archivado el 20 de marzo de 2018 en Wayback Machine.   | VEV000011008 | MANPA                                                           | Industria manufacturera y construcción |
| MVZ.A Archivado el 20 de marzo de 2018 en Wayback Machine. | VEV0019410A9 | Mercantil Servicios Financieros (A)                             | Banca comercial                        |
| MVZ.B Archivado el 20 de marzo de 2018 en Wayback Machine. | VEV0019410B7 | Mercantil Servicios Financieros (B)                             | Banca comercial                        |
| OEI Archivado el 20 de marzo de 2018 en Wayback Machine.   | VEV002431006 | Occidente Entidad de Inversión Colectiva Inmobiliaria Turística | Compañías de bienes inmuebles          |
| OCE Archivado el 20 de marzo de 2018 en Wayback Machine.   | VEV002521004 | Oriente Entidad de Inversión Colectiva Inmobilaria              | Compañías de bienes inmuebles          |
| PGR Archivado el 20 de marzo de 2018 en Wayback Machine.   | VEV000901000 | Proagro                                                         | Agricultura y alimentos procesados     |
| EFE Archivado el 20 de marzo de 2018 en Wayback Machine.   | VEV000991001 | Productos EFE                                                   | Agricultura y alimentos procesados     |
| PTN Archivado el 20 de marzo de 2018 en Wayback Machine.   | VEV001091009 | Protinal                                                        | Agricultura y alimentos procesados     |
| SVS Archivado el 20 de marzo de 2018 en Wayback Machine.   | VEV001141002 | Sivensa                                                         | Industria manufacturera y construcción |